# メルセデス・マルチネス
"ザ・ラティーナ・センセーション" メルセデス・マルチネス（"The Latina Sensation" Mercedes Martinez、女性、1980年11月17日 - ）は、アメリカ合衆国のプロレスラー。コネチカット州ウォーターバリー出身。オール・エリート・レスリングの姉妹団体ROH所属。

## 経歴
2000年10月、ジェイソン・ナイトの下でトレーニングを積む。11月12日、男子レスラーのジュースを相手にデビューし、勝利を飾る。その後ニューイングランド・チャンピオンシップ・レスリング女子部旗揚げに坂井澄江らとともに参加。
2006年11月、SHIMMER初参戦。2006年からはROHにも参戦。
2009年5月20日、SHIMMER初参戦の浜田文子と対戦するが敗れる。
2011年、「全米15冠」を引っさげてスターダムに初来日。7月24日の後楽園ホール大会で初代ワールド・オブ・スターダム王座を懸けたトーナメントに参戦するが、1回戦で高橋奈苗の前に敗退。同年旗揚げされた同団体が初めて招聘した外国人選手であった。
帰国後、女子団体のWEWを始め、カナダNCWなどにも参戦。
2016年5月、REINAに来日。
2017年7月、第1回WWEメイ・ヤング・クラシックに出場。3連勝し準決勝に進出するもシェイナ・ベイズラーに敗れた。
2018年8月、第2回WWEメイ・ヤング・クラシックに出場。2回戦で里村明衣子に敗れた。
2019年8月31日、AEWのPPV「All Out」に参戦。
2020年1月、WWEと契約してパフォーマンス・センター入りしたことが発表された。

## 私生活
彼女はLGBTQ+コミュニティの一員であることを公にし、2019年にレズビアンとしてカミングアウトし、プロレスにおけるLGBTQ+のインクルーシビティを支持している。

## 得意技

### フィニッシュ・ホールド

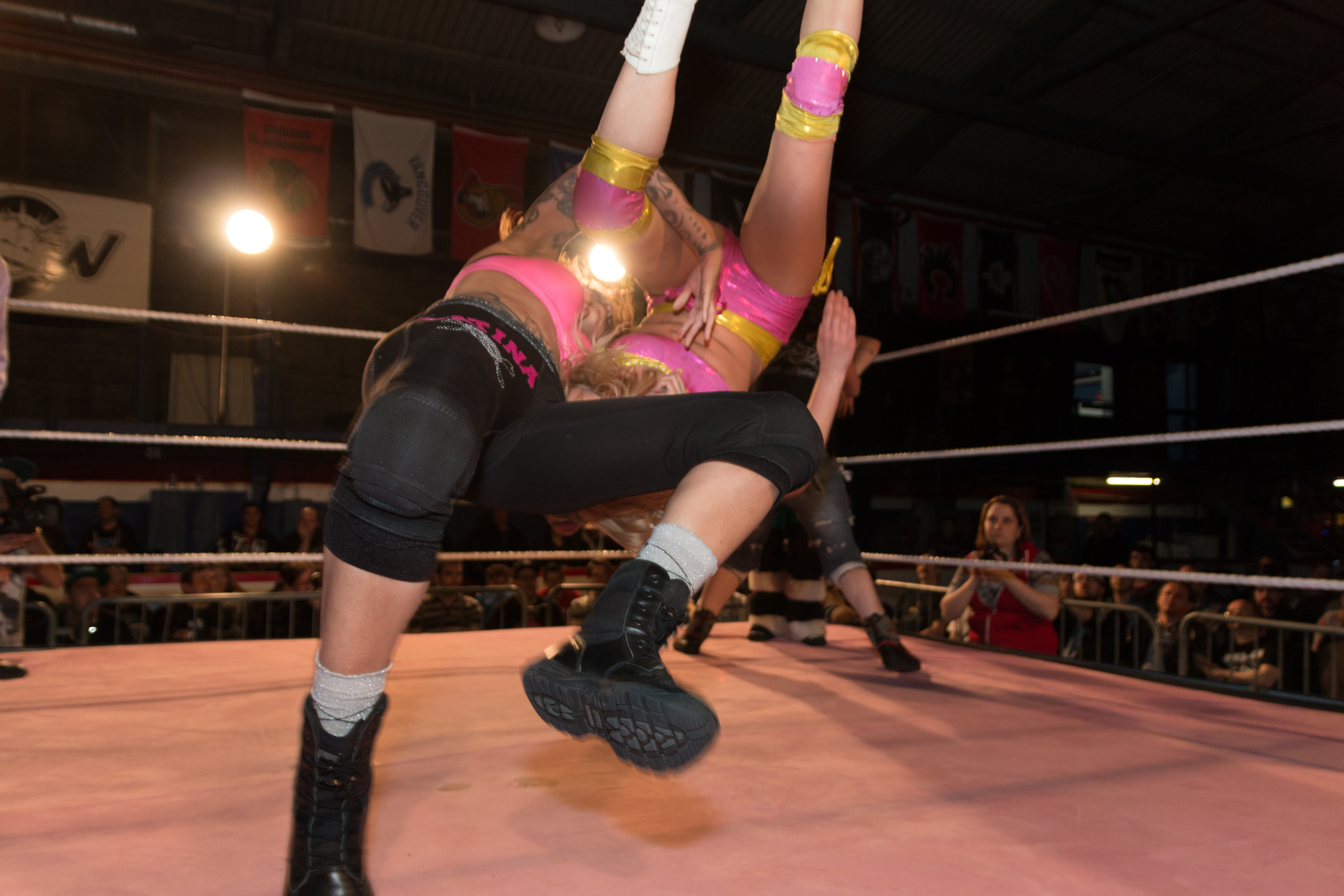
ブルーラン
フィッシャーマンズ・バスターと同じ技。
フィッシャーマンズ・スープレックスで相手を持ち上げてブレーンバスターを決める技。
細身のマルティネスから放たれる説得力大のフィニッシャー。高さが低い危険な落とし方もたまに使用する。
エアレイド・クラッシュ
尻餅をつくようにして、背中に担いだ相手の体を斜めの状態にして頭部をマットに叩きつける。

### 打撃技
エルボー
エルボー・スタンプ
バックエルボー
ナックルパンチ
バックハンド・チョップ
ビンタ
ドロップキック
延髄斬り
ビッグブーツ
ランニング式、カウンター等を使用。

### 投げ技
ブレーンバスター
バーティカル・スープレックス
スナップ・スープレックス
スーパープレックス
ジャーマンスープレックス
サイトウ・スープレックス
スパインバスター

### 関節技、絞め技
ボストンクラブ
ハーフボストンクラブ
フィギュア・フォー・レッグロック
アームバー
ニーバー
スリーパーホールド
通常のスリーパーホールド、胴締め式の2種類を使用。

### フォール技
バックスライド
スクールガール
スモール・パッケージホールド
ローリング・クラッチ・ホールド

## タイトル歴
- Defiant Pro Wrestling
  - DPW女子王座 (1回)[7]

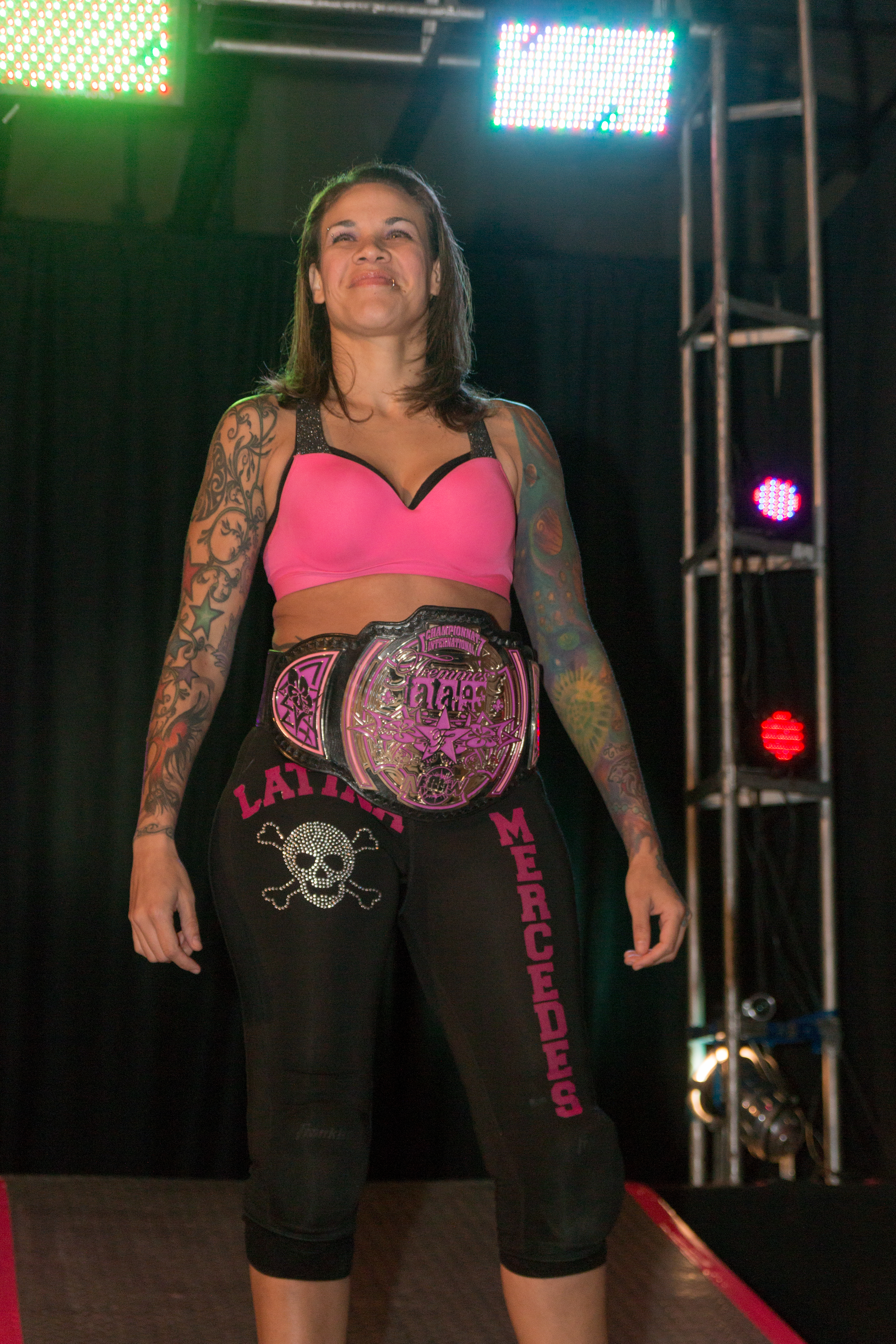

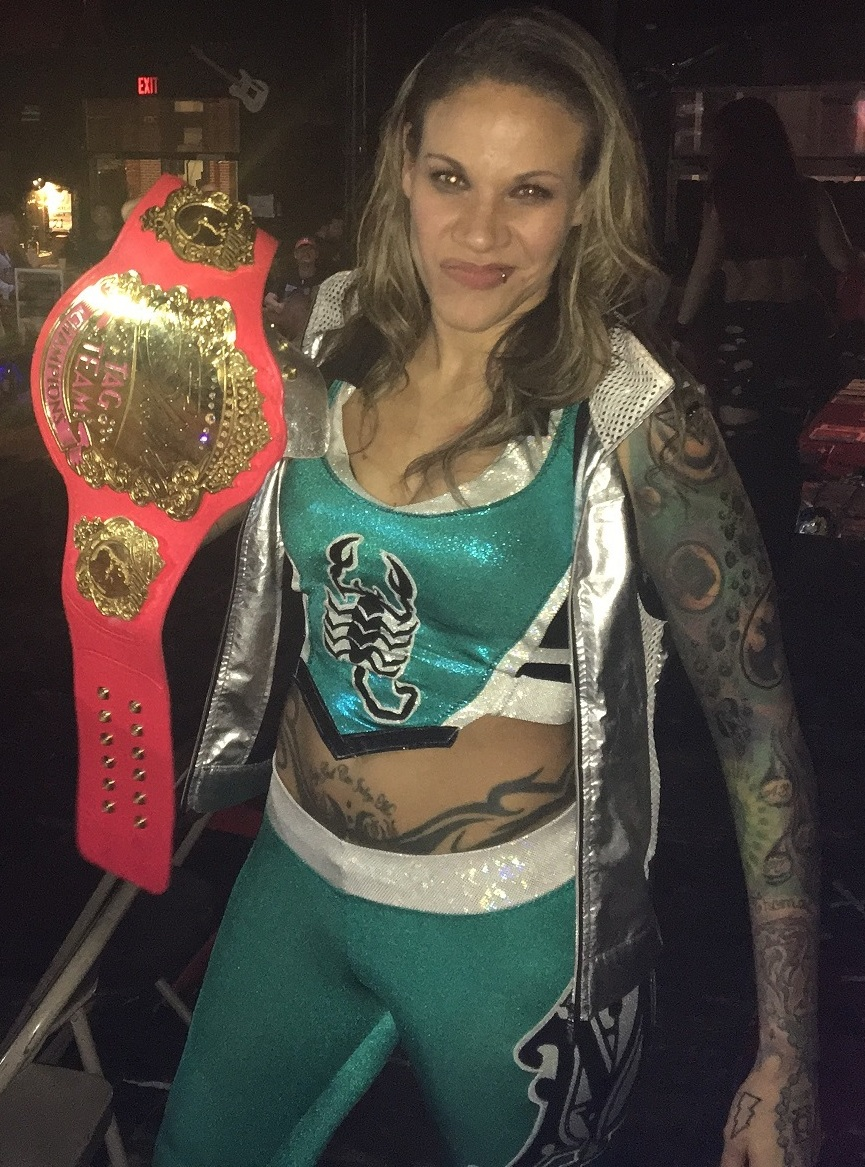

- Green Mountain Wrestling
  - GMW女子王座 (2回)[8]
- IWAミッドサウス
  - IWAミッドサウス女子王座 (1回)[9]
- NWAミッドウェスト
  - NWAミッドウェスト女子王座 (1回)[8]
- ニューイングランド・チャンピオンシップ・レスリング・吉本女子プロレスJd'
  - NECW/吉本女子プロレス北米女子王座 (1回)[3]
  - NECW世界女子王座 (1回)[8]
- プロレスリング・イラストレーテッド
  - PWI ranked her #3 of the best 50 female singles wrestlers in the PWI Female 50 in 2010[10]
- プロレスリング・アンプラグド
  - PWU女子王座 (1回)
- WSU
  - All Guts, No Glory Championship (1回)
  - WSU王座 (1回)
  - WSUタッグチーム王座 (1回) - w/Angel Orsini
  - J-Cup (2008)[11]
  - WSU/NWS King and Queen of the Ring Tournament (2011) - w/Julio Dinero[12]
- ワールド・エクストリーム・レスリング
  - WXW C4女子王座 (1回)
  - WXWクルーザー王座 (1回)
  - WXW女子王座 (3回)
  - エリート8トーナメント (2006, 2008)